# Картушинская волость
Карту́шинская во́лость — историческая административно-территориальная единица Миусского, затем Таганрогского округа Области Войска Донского с центром в слободе Картушино.
По состоянию на 1873 год состояла из слободы и 6 посёлков. Население — 3296 человек (1645 мужского пола и 1651 — женского), 450 дворовых хозяйств и 4 отдельных двора.
Поселения волости:
- Картушино — слобода у реки Каменка в 156 верстах от окружной станицы и за 25 верст от Есауловской почтовой станции, 1181 человек, 172 дворовых хозяйства и 2 отдельных дома, в хозяйствах насчитывалось 38 плугов, 183 лошади, 210 пар волов, 1068 овец;
- Каменка-Миллер — посёлок у реки Каменка за 150 верст от окружной станицы и за 18 верст от Есауловской почтовой станции, 613 человек, 91 дворовое хозяйство и 1 отдельный дом;
- Рафайлово — посёлок у реки Еськина за 150 верст от окружной станицы и за 18 верст от Есауловской почтовой станции, 725 человек, 98 дворовых хозяйств и 1 отдельный дом;
- Петровское — посёлок у реки Еськина за 150 верст от окружной станицы и за 20 верст от Есауловской почтовой станции, 264 человека, 38 дворовых хозяйств;
- Приют Еськиной — посёлок у реки Еськина за 150 верст от окружной станицы и за 18 верст от Есауловской почтовой станции, 153 человека, 18 дворовых хозяйств;
- Ильинское — посёлок у реки Еськина за 150 верст от окружной станицы и за 20 верст от Есауловской почтовой станции, 23 человека, 4 дворовых хозяйств;
- Фомин — посёлок у реки Верхний Нагольчик за 145 верст от окружной станицы и за 13 верст от Есауловской почтовой станции, 206 человек, 29 дворовых хозяйств.

Старшинами волости были: в 1905 году — Т. К. Бураков, в 1907 году — Исай Устинович Спиваков, в 1912 году — С. Г. Яценко.